# Beloniscellus sumbawaensis
Beloniscellus sumbawaensis is een hooiwagen uit de familie Beloniscidae. De wetenschappelijke naam van Beloniscellus sumbawaensis gaat terug op Roewer.